# Lucas van Woerkum
Lucas Sebastiaan (Lucas) van Woerkum (Goirle, 23 mei 1982) is een Nederlandse filmregisseur. Hij is de bedenker en oprichter van Symphonic Cinema.

## Biografie
Van Woerkum studeerde in 2004 af aan de Hogeschool voor de Kunsten Utrecht met de film Mahler: Ich bin der Welt abhanden gekommen, die hij maakte in samenwerking met filmmaker Frank Scheffer. De film toont dirigent Riccardo Chailly die de Negende symfonie van Gustav Mahler dirigeert bij het Koninklijk Concertgebouworkest. De film werd in het Holland Festival en in het auditorium van het Louvre in Parijs vertoond. In 2007 werd hij geselecteerd door het Nederlands Fonds voor de Film om de fictiefilm Naar Anna te maken voor NPS Kort!
In 2009 maakte Van Woerkum een muziekdocumentaire over de Nederlandse componist Willem Jeths, die door de NTR werd uitgezonden.  Voor de Nederlandse Reisopera maakte Van Woerkum een filmische multicamera-registratie van Richard Wagners complete Der Ring des Nibelungen. In 2013 voltooide hij de NTR documentaire The Making of Sunken Garden over Michel van der Aa's filmopera Sunken Garden.

## Symphonic Cinema
Onder de naam Symphonic Cinema maakt Lucas van Woerkum fictiefilms voor vertoning in concertzalen. De muziek wordt synchroon uitgevoerd met de geprojecteerde film. Zittend in het symfonieorkest stuurt hij de filmbeelden aan vanaf een touchscreen met speciaal ontwikkelde software. In november 2010 maakte hij in opdracht van Het Koninklijk Concertgebouworkest de film Scale op de compositie Scale, le Tombeau de Mahler van Willem Jeths. In het voorjaar van 2011 ging The Isle of the Dead, gebaseerd op Die Toteninsel van Sergej Rachmaninov in première in een uitvoering van Het Residentie Orkest. De film werd tevens vertoond in het Van Gogh Museum.
Op het Nederlands Film Festival 2014 werd de film Firebird (Stravinsky) uitgevoerd met het Radio Filharmonisch Orkest o.l.v. Mark Wigglesworth. Het Nederlands Philharmonisch Orkest speelde in 2015 vijf voorstellingen van Firebird in het Koninklijk Concertgebouw. In het televisieprogramma DWDD werden scènes uit de film uitgezonden met live orkest.
In juli 2016 debuteerde Symphonic Cinema in Azië in het National Center for Performing Arts te Beijing. In april 2017 werd Firebird uitgevoerd in het Barbican Centre London door het BBC Symphony Orchestra. Sindsdien wordt Symphonic Cinema wereldwijd uitgevoerd. Recente producties in het genre zijn Daphnis & Chloé op de gelijknamige balletmuziek van Maurice Ravel en The Echo of Being op delen uit Gustav Mahler’s symfonieën no. 2,4 en 9.

## Filmografie
- The Echo of Being (2020) - Muziekfilm gebaseerd op werken van Gustav Mahler
- Daphnis & Chloé (2017) - Muziekfilm gebaseerd op "Daphnis & Chloé" van Maurice Ravel
- Firebird (2014) - Muziekfilm gebaseerd op "L'oiseau de Feu" van Igor Stravinsky
- Motion Games (2013) - Muziekfilm gebaseerd op de gelijknamige compositie van Thomas Beijer
- The making of Sunken Garden (2013) - Documentaire over Michel van der Aa's filmopera Sunken Garden
- The Isle of the Dead (2011) - Muziekfilm gebaseerd op "Die Toteninsel" van Sergei Rachmaninov
- Scale (2011) - Muziekfilm gebaseerd op "Scale" van Willem Jeths
- Asintoto (2010) - Muziekfilm met compositie van Iraanse componist Kaveh Vares
- Het Palet van Jeths (2009) - Muziekdocumentaire (40 min.) over componist Willem Jeths
- Andante (2008) - Muziekfilm gebaseerd op Pianoconcerto no.2 van Dmitri Sjostakovitsj
- Lento (2008) - Muziekfilm gebaseerd op 365 van componist Joey Roukens
- Naar Anna (2007) - Kortfilm naar een scenario van Anna Maria Versloot
- Moderato (2007)- Muziekfilm gebaseerd op Celloconcerto no.2 van Dmitri Sjostakovitsj
- Morendo (2007) - Muziekfilm gebaseerd op Arvo & Jeff van Oene van Geel
- Sophia (2007) - Gebaseerd op het symfonische gedicht Sophia van Dirk Brossé